# 가이즈노쓰보네
카이즈노츠보네(일본어: 海津局 かいづのつぼね[*], 생년 미상 - 메이레키 2년 12월 20일 (1656년 1월 16일))는 센고쿠 시대부터 에도 시대 초기에 걸쳐 살은 여성이다.

## 생애
아버지는 아자이씨 일족인 타야 아키마사, 어머니는 아자이 스케마사의 적녀 아자이 츠루치요 (스이쇼인)의 딸로 태어났다. 동생으로는 아에바노츠보네이다.
아버지 아키마사의 양자가 된 아자이 마사타카에게 시집을 가, 후에 에도 막부 하타모토 미요시가의 시조가 되는 미요시 나오마사 (하타모토가 되는 것은 손자 마사모리부터)를 낳았다. 
남편 마사타카가 도요토미 히데요시에게 신종(臣従)함과 동시에 오사카로 향했고, 카이즈노츠보네는 히데요시의 측실 요도도노의 시녀가 되었다. 그 후, 오사카의 진의 낙성 즈음하여 마사타카는 전사하였는데, 나오마사ㆍ카이즈노츠보네는 도요토미 히데요리의 아내이자 도쿠가와 히데타다의 딸인 센히메를 따라 성 밖으로 도망쳐, 그 인연으로 아들은 3대 쇼군을 섬기고, 카이즈노츠보네는 에도로 옮겨 요도도노의 동생인 스겐인과 센히메를 모셨다.
메이레키 2년 (1656년)에 사망했다. 光源院正誉妙悟大姉의 법명을 받았다.